# Индийская корпорация по атомной энергии
Индийская корпорация по атомной энергии (англ. Nuclear Power Corporation of India, сокр. NPCIL) — индийское государственное предприятие. Расположено в Мумбаи. Полностью принадлежит Правительству Индии и отвечает за производство электроэнергии на атомных электростанциях. Непосредственное управление корпорацией осуществляет Департамент по атомной энергии.
NPCIL было создано в сентябре 1987 года в составе правительства «с целью осуществления проектирования, возведения, эксплуатации и поддержания атомных электростанций для производства электроэнергии во исполнение планов и программ Правительства Индии для обеспечения Закона об атомной энергии 1962 года.» Главой корпорации является К. К. Пурохит. Все атомные электростанции эксплуатируемые корпорацией сертифицированы по стандарту ISO 14001 (Система экологического менеджмента).
NPCIL была единственной организацией, отвечающей за возведение и коммерческую эксплуатацию индийских АЭС, до появления компании BHAVINI в октябре 2003 года. Корпорация эксплуатирует 21 ядерный реактор на 7 площадках, суммарной установленной мощностью 5780 МВт. Впоследствии, когда правительственные решения разрешили частным компаниям заниматься ядерной энергетикой, NPCIL столкнулась с проблемой переманивания своих специалистов в частные компании.

## Ядерные реакторы

### Эксплуатируемые
| Реактор                         | Тип  | Мощность (МВт) | Дата ввода            |
| ------------------------------- | ---- | -------------- | --------------------- |
| TAPS-1 (Тарапур, Махараштра)    | BWR  | 160            | 28 октября 1969 года  |
| TAPS-2 (Тарапур, Махараштра)    | BWR  | 160            | 28 октября 1969 года  |
| TAPS-3 (Тарапур, Махараштра)    | PHWR | 540            | 18 августа 2006 года  |
| TAPS-4 (Тарапур, Махараштра)    | PHWR | 540            | 15 сентября 2005 года |
| RAPS-1 (Раватбхата, Раджастхан) | PHWR | 100            | 16 декабря 1973 года  |
| RAPS-2 (Раватбхата, Раджастхан) | PHWR | 200            | 1 апреля 1981 года    |
| RAPS-3 (Раватбхата, Раджастхан) | PHWR | 220            | 1 июня 2000 года      |
| RAPS-4 (Раватбхата, Раджастхан) | PHWR | 220            | 23 декабря 2000 года  |
| RAPS-5 (Раватбхата, Раджастхан) | PHWR | 220            | 4 февраля 2010 года   |
| RAPS-6 (Раватбхата, Раджастхан) | PHWR | 220            | 31 марта 2010 года    |
| MAPS-1 (Калпаккам, Тамилнад)    | PHWR | 220            | 27 января 1984 года   |
| MAPS-2 (Калпаккам, Тамилнад)    | PHWR | 220            | 21 марта 1986 года    |
| NAPS-1 (Нарора, Уттар-Прадеш)   | PHWR | 220            | 1 января 1991 года    |
| NAPS-2 (Нарора, Уттар-Прадеш)   | PHWR | 220            | 1 июля 1992 года      |
| KAPS-1 (Какрапар, Гуджарат)     | PHWR | 220            | 6 мая 1993 года       |
| KAPS-2 (Какрапар, Гуджарат)     | PHWR | 220            | 1 сентября 1995 года  |
| KGS-1 (Кайга, Карнатака)        | PHWR | 220            | 6 ноября 2000 года    |
| KGS-2 (Кайга, Карнатака)        | PHWR | 220            | 6 мая 2000 года       |
| KGS-3 (Кайга, Карнатака)        | PHWR | 220            | 6 мая 2007 года       |
| KGS-4 (Кайга, Карнатака)        | PHWR | 220            | 27 ноября 2010 года   |
| KNPP-1 (Куданкулам, Тамилнад)   | ВВЭР | 1000           | 22 октября 2013 года  |
| Суммарная мощность              |      | 5780           |                       |

### Строящиеся
| Блок                            | Тип   | Мощность (МВт) | Ожидаемая дата ввода |
| ------------------------------- | ----- | -------------- | -------------------- |
| MAPS-F (Калпаккам, Тамилнаду)   | FBR   | 500            |                      |
| KNPP-2 (Куданкулам, Тамилнаду)  | ВВЭР  | 1000           | март 2015 года       |
| KAPS-3 (Какрапар, Гуджарат)     | PHWR  | 770            | июнь 2016 года       |
| KAPS-4 (Какрапар, Гуджарат)     | PHWR  | 770            | декабрь 2016 года    |
| RAPS-7 (Раватбхата, Раджастхан) | PHWR  | 700            | июнь 2016 года       |
| RAPS-8 (Раватбхата, Раджастхан) | PHWR] | 700            | декабрь 2016 года    |
| Суммарная мощность              |       | 4300           |                      |

### Планируемые
| Станция                               | Тип    | Мощность (МВт)      | Ожидаемая дата ввода |
| ------------------------------------- | ------ | ------------------- | -------------------- |
| АЭС Джайтапур (Джайтапур, Махараштра) | EPR    | 9900 (6 x 1650 МВт) | 2017                 |
| Горакхпур в Харьяне                   | PHWR   | 2800 (4 x 700 МВт)  | 2021                 |
| Митхи-Вирди в Гуджарате               | LWR    | 6000 (6 x 1000 МВт) |                      |
| Коввада в Андхра-Прадеш               | ESBWR  | 6000 (6 x 1000 МВт) |                      |
| Чутака в Мадхья-Прадеш                | ESBWR] | 1400 (2 x 700 МВт)  |                      |
| Суммарная мощность                    |        | 26100               |                      |